# Gleichheitssatz

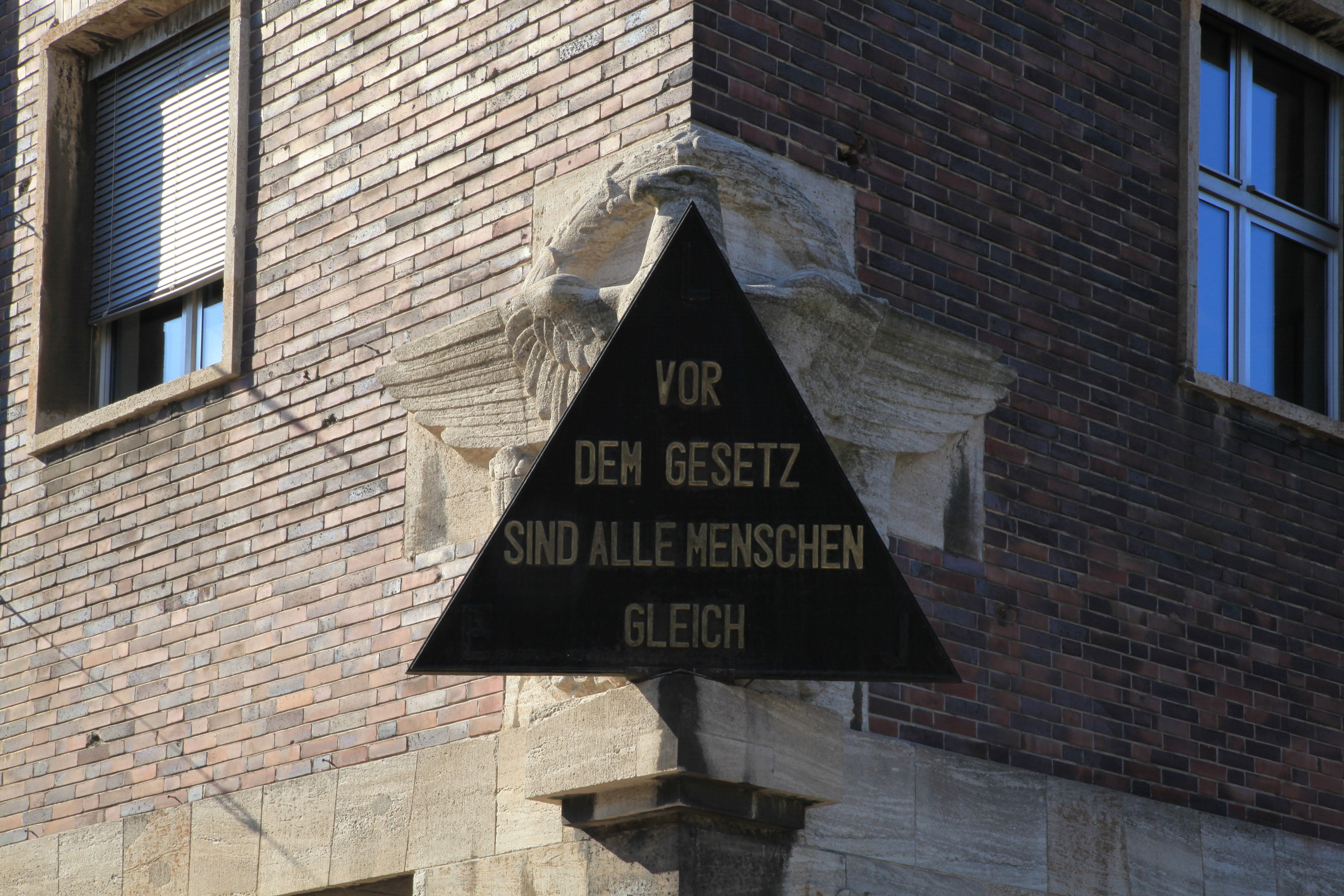
Polizeipräsidium Düsseldorf: Das dem Reichsadler vorangesetzte Dreieck weist auf die Rechtspflicht des Staates zur Einhaltung des Gleichheitssatzes hin.

Der Gleichheitssatz (lateinisch ius respicit aequitatem, „Das Recht achtet auf Gleichheit“) ist ein Grundsatz im Verfassungsrecht, der in seiner allgemeinen Ausprägung besagt, dass alle Menschen vor dem Gesetz gleich sind (Hauptgleichheitsrecht). Er bildet ein Erbe der europäischen politischen Philosophie und findet sich heute in den meisten demokratischen Rechtssystemen.
In der deutschen Verfassung finden sich darüber hinaus besondere Gleichheitsverbürgungen, so etwa die Chancengleichheit, die Gleichbehandlung oder die Gleichberechtigung.

## Einführung

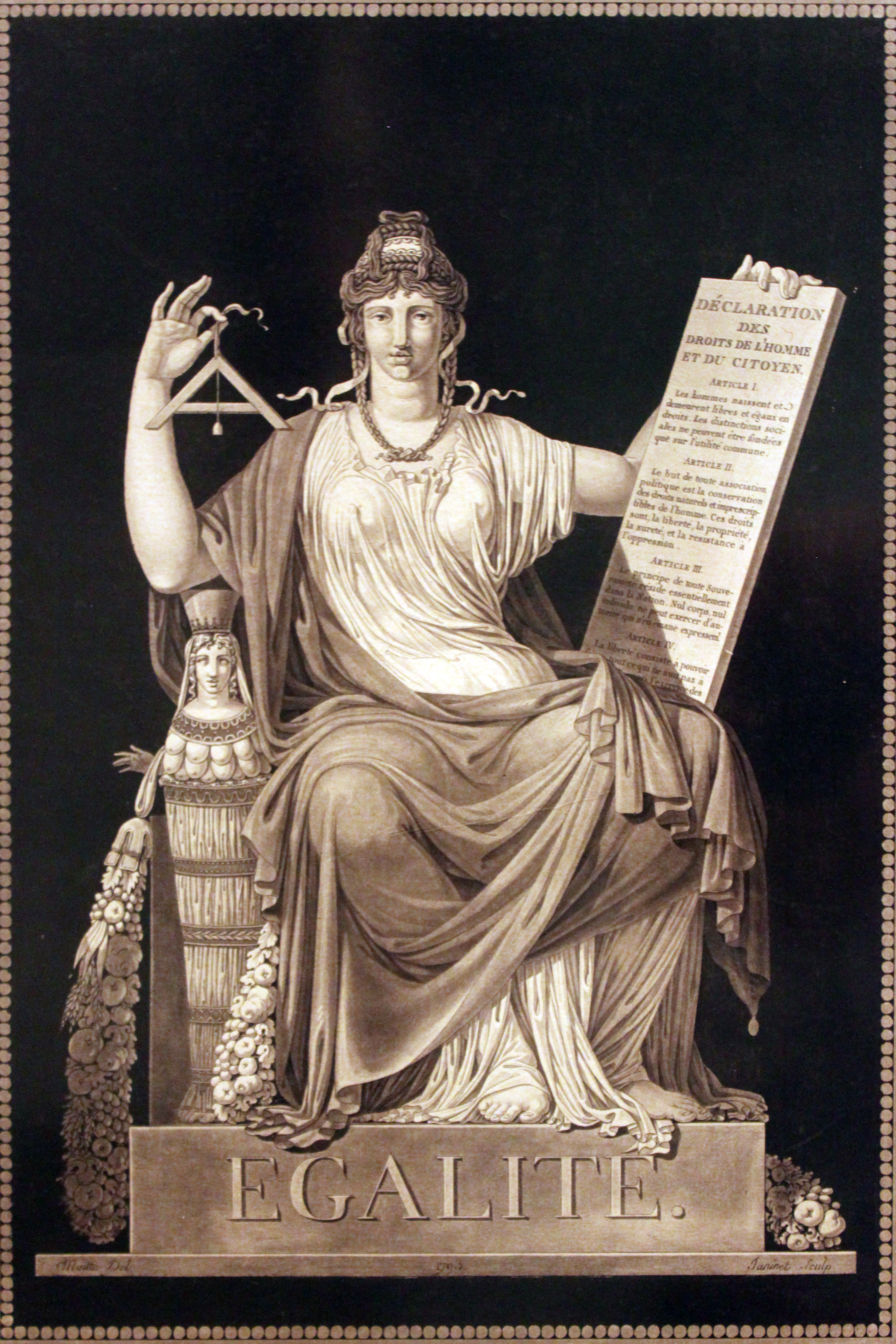
Égalité – Die Gleichheit, Allegorie von Jean-Guillaume Moitte (1793) im deutschen historischen Museum Berlin

Die Allgemeine Erklärung der Menschenrechte der Vereinten Nationen verkündet in Art. 1 Satz 1: 
Der Grundsatz der Gleichheit vor dem Gesetz findet seinen Ursprung in dem von Kleisthenes im 6. Jahrhundert v. Chr. definierten Prinzip der Isonomie, welches eine der Grundlagen der attischen Demokratie bildete. Nach diesem Prinzip führte Kleisthenes 508 und 507 v. Chr. Reformen durch, die neue Wahlkreise und eine Volksversammlung, die Bule, schufen. Diese war mit Befugnissen ausgestattet, um die Macht der Bürger zunächst der Macht der Aristokraten anzugleichen und die aristokratischen Privilegien später zu überwinden und abzuschaffen.
Der Gleichheitssatz wurde in der abendländischen politischen Philosophie zunächst von Aristoteles weiterentwickelt: In seinem Werk über Politik, aber auch in der Nikomachischen Ethik postulierte der griechische Philosoph als Grundlage der Demokratie eine „auf Gleichheit beruhende Freiheit“.
Im 18. Jahrhundert wird dann in der politischen Philosophie die Idee des Naturzustands des Menschen entwickelt und die mit diesem Zustand verbundenen Naturrechte. Als Gleichheitsprinzip bezeichnet man den naturrechtlichen Grundsatz, alle Menschen gleich zu behandeln, wenn eine Ungleichbehandlung sich nicht durch einen sachlichen Grund rechtfertigen lässt. In der Tradition des englischen Liberalismus werden bestimmte theologische Einflüsse aus dem jüdischen und christlichen Glauben, wie der „Gleichheit vor Gott“ und dem Konzept der Gottebenbildlichkeit des Menschen (Genesis 1,26-28 ) verwendet, etwa in der Idee der Gleichheit bei John Locke.
Auf dem europäischen Festland entwickelt die politische Philosophie den Gleichheitssatz aus dem griechischen Erbe und damit atheistisch weiter. Der französische Philosoph Jean-Jacques Rousseau hat eine lange Reflexion über die Gleichheit in seiner 1755 erschienenen Abhandlung über den Ursprung und die Grundlagen der Ungleichheit unter den Menschen, worin er seine Präferenzen für die Demokratie in Regierungsangelegenheiten zum Ausdruck bringt und 1762 in seinem Werk Vom Gesellschaftsvertrag. Rousseaus Philosophie hatte in der Folge eine lange Nachwirkung in vielen Ländern der Welt. In der Tradition des deutschen Idealismus haben sich vor allem Kant und Hegel mit der Gleichheit der Menschen auseinandergesetzt. Besonders Kant betont Freiheit, Gleichheit und Selbständigkeit als Kriterien der Gerechtigkeit, die in der Vernunft des Menschen gegeben sind.
Die Unabhängigkeitserklärung der Vereinigten Staaten fasste den Gedanken der Gleichheit in die Worte „all men are created equal“ und bestritt damit das Gottesgnadentum der britischen Krone. Die Beseitigung des Feudalismus und ungerechtfertigter sozialer Hierarchien sollte dadurch befördert werden. In der Französischen Revolution wurde das Ideal der Gleichheit ein Teil des politischen Wahlspruchs: Freiheit, Gleichheit, Brüderlichkeit. Die Deutsche Revolution 1848/1849 forderte auch die Gleichheit aller vor dem Gesetz und legte mit der Paulskirchenverfassung die Grundlagen für die späteren demokratischen Verfassungen Deutschlands.
Heute ist der Gleichheitssatz auf Ebene der Europäischen Union in den Art. 18 Abs. 1 und Art. 157 des AEU-Vertrags verankert. Zudem enthält Titel III der EU-Grundrechtecharta („Gleichheit“) mehrere Artikel (insbesondere Art. 20) zur Gewährleistung des Gleichheitssatzes.

## Deutschland

### Überblick

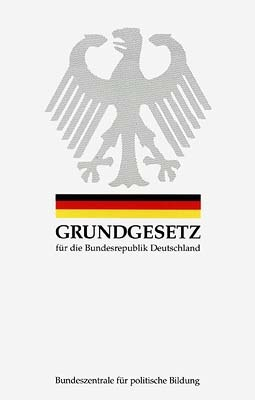
Im deutschen Grundgesetz ist der Gleichheitsgrundsatz im Abs. 1 verankert.

Es gibt im deutschen Verfassungsrecht einen allgemeinen Gleichheitssatz und verschiedene spezielle Gleichheitssätze. Der allgemeine Gleichheitssatz gemäß Art. 3 Abs. 1 GG verpflichtet die öffentliche Gewalt, tatbestandlich vergleichbare Fälle auf der Rechtsfolgenseite gleich zu behandeln. Der Artikel 3 des Grundgesetzes für die Bundesrepublik Deutschland lautet: 
(2) Männer und Frauen sind gleichberechtigt. Der Staat fördert die tatsächliche Durchsetzung der Gleichberechtigung von Frauen und Männern und wirkt auf die Beseitigung bestehender Nachteile hin.
„Gleiche Fälle sollen gleiche Regeln treffen“ (Konrad Hesse) oder: „wesentlich Gleiches sei rechtlich gleich und wesentlich Ungleiches seiner Eigenart entsprechend rechtlich ungleich zu behandeln“ (Bundesverfassungsgericht). Die speziellen Gleichheitssätze legen fest, in welchen Fällen wesensgemäß Verschiedenes dennoch rechtlich gleich zu behandeln ist, z. B. die Gleichheitssätze in Artikel 3 des Grundgesetzes für die Bundesrepublik Deutschland.
Gleichheitssätze verbieten also nicht grundsätzlich die Ungleichbehandlung oder Diskriminierung. Sie fordern lediglich, dass eine Ungleichbehandlung durch einen sachlichen Grund gerechtfertigt sein muss.
Nach der Rechtsprechung ist zur Prüfung der verfassungsrechtlichen Rechtfertigung einer Ungleichbehandlung eine abgestufte Verhältnismäßigkeitsprüfung vorzunehmen, die von dem Verbot evidenter Willkür bis zur strengen Bindung an Verhältnismäßigkeitserfordernisse reicht (s. u.). In diesem Rahmen können mithin durchaus Differenzierungen und Unterscheidungen vorgenommen werden.
Historisch ist es eine relativ neue Entwicklung, dass die „Gleichheit vor dem Gesetz“ auch die Gleichheit vor dem Gesetzgeber umfasst, der Gleichheitssatz also nicht nur die Verwaltung, sondern auch den Gesetzgeber verpflichtet. Eine solche umfassende Bindung war zwar in der Paulskirchenverfassung bereits vorgesehen, wurde nach deren Scheitern aber jahrzehntelang von der herrschenden Meinung in der Wissenschaft und von der Staatspraxis verneint. Noch der Verfassungskonvent auf Herrenchiemsee sah sich zur Klärung der alten Streitfrage veranlasst, in den Grundgesetzentwurf den Absatz „Der Grundsatz der Gleichheit bindet auch den Gesetzgeber“ aufzunehmen (Art. 14 Abs. 2 ChE). Heute ergibt sich die Bindung des Gesetzgebers aus Art. 1 Abs. 3 GG.
Über die sogenannte Drittwirkung der Grundrechte ist der allgemeine Gleichheitssatz darüber hinaus ausnahmsweise auch zwischen Privaten anwendbar, so insbesondere im Arbeitsrecht.

### Prüfung von Gleichheitsrechten im Unterschied zu den Freiheitsrechten
Grundrechte werden in Freiheitsrechte, Teilhabe- und Gleichheitsrechte eingeteilt. Letztere werden im Unterschied zu den Freiheitsrechten nicht in drei Schritten geprüft (Schutzbereich, Eingriff, Verfassungsrechtliche Rechtfertigung), sondern nur in zwei Schritten:
- Zunächst ist festzustellen, ob bei einem bestimmten Sachverhalt durch denselben Träger der öffentlichen Gewalt zwei miteinander vergleichbare Fälle ungleich (bzw. gleich) behandelt worden sind.
- Hierauf ist danach zu fragen, wie diese (Un-)Gleichbehandlung verfassungsrechtlich zu rechtfertigen sei.

Die Bezeichnung „Schutzbereich“ für den ersten der beiden Prüfungsschritte, die in der Literatur teilweise hierfür verwendet worden ist, hat sich bisher nicht durchgesetzt.

### Allgemeiner Gleichheitssatz

#### Vergleichspaar
Für die Anwendbarkeit des allgemeinen Gleichheitssatzes (Art. 3 Abs. 1 GG) muss zunächst überhaupt ein Vergleichspaar vorliegen. Dies ist dann der Fall, wenn die zu vergleichenden Dinge einen gemeinsamen nächsten Oberbegriff haben (genus proximum) und miteinander vergleichbare Dritte (tertium comparationis) sind.
Beispiel: Apfel und Birne. Beide sind Obst (nächster Oberbegriff). Die Birne unterscheidet sich vom Apfel (Drittes), ist aber zu ihm vergleichbar, weil beide Obst sind.

#### Gleich- / Ungleichbehandlung
Der allgemeine Gleichheitssatz ist einschlägig in Fällen der Gleich- oder Ungleichbehandlung von Sachverhalten oder von Personen(gruppen). Ungleichbehandlung liegt vor, wenn die öffentliche Gewalt miteinander vergleichbare Fälle in dem Bereich, in dem die Fälle gleich sind, ungleich behandelt. Eine Ungleichbehandlung liegt auch vor, wenn vergleichbare Fälle in dem Bereich, wo sie ungleich sind, gleich behandelt werden oder in der Weise ungleich behandelt werden, dass mit der Behandlung den Unterschieden nicht angemessen Rechnung getragen wird.
Beispiele hierfür wären etwa die Heranziehung Pflichtversicherter in der Gesetzlichen Krankenversicherung nach ihrem Einkommen zu unterschiedlich hohen Beiträgen, die Regelungen zur Selbstanzeige und zum Eintrag des akademischen Grad „Dr.“ gemäß Pass- bzw. Personalausweisgesetz (§ 1 und § 4).

#### Verfassungsrechtliche Rechtfertigung
Das Bundesverfassungsgericht arbeitete im „Arbeitslosenhilfeurteil“ vom 17. November 1992 heraus: 

„Der Gleichheitssatz des Art. 3 Abs. 1 GG verbietet es, dass eine Gruppe von Normadressaten im Vergleich zu anderen Normadressaten anders behandelt wird, obwohl zwischen beiden Gruppen keine Unterschiede von solcher Art und solchem Gewicht bestehen, dass sie die ungleiche Behandlung rechtfertigen könnten. Die rechtliche Unterscheidung muss also in sachlichen Unterschieden eine ausreichende Stütze finden.“

Die verfassungsrechtliche Rechtfertigung erfolgt der neueren Rechtsprechung zufolge nach unterschiedlichen Kriterien, je nachdem, ob es sich um die schlichte Ungleichbehandlung von Sachverhalten oder um die Ungleichbehandlung von Personen oder von Personengruppen handelt.
In jedem Fall muss es einen „sachlichen Grund“ für die Ungleichbehandlung geben. In dem eingangs erwähnten Fall der Erhebung von Sozialversicherungsbeiträgen nach dem Einkommen des Versicherten wäre das beispielsweise die unterschiedliche Leistungsfähigkeit des Betroffenen, wobei auch soziale Gesichtspunkte, etwa die Zahl der Kinder des Betroffenen, eine Rolle spielen können.
Die neuere Rechtsprechung differenziert aber weitergehend nach der Art der Ungleichbehandlung: Es werden unterschiedliche Kriterien herangezogen, je nachdem, ob es sich um eine schlichte Ungleichbehandlung von Sachverhalten oder von Personen nach „personenbezogenen Kriterien“ handelt.

##### Ungleichbehandlung von Sachverhalten / Willkürverbot
Bei der schlichten Ungleichbehandlung von Sachverhalten gilt das allgemeine Willkürverbot (Art. 3 Abs. 1 GG).
Der Staat darf nicht willkürlich wesentlich Gleiches ungleich beziehungsweise wesentlich Ungleiches gleich behandeln. Es muss hierfür ein Differenzierungskriterium vorliegen. Dieses fehlt nach einer vielfach verwandten Formel der Rechtsprechung, wenn sich ein vernünftiger, sich aus der Natur der Sache ergebender oder sonst sachlich einleuchtender Grund für die staatliche Maßnahme nicht finden lässt.
So ist es willkürlich, wenn die Behörde bei der Anwendung einer Norm von selbst gesetzten Entscheidungskriterien aus der Vergangenheit in einem Einzelfall abrücken will. Die Verwaltungspraxis der Vergangenheit bei der Ausfüllung von Handlungsspielräumen (Ermessen) bindet die Verwaltung auch für die Zukunft. Aus dem Gleichbehandlungsgrundsatz resultiert für den einzelnen Bürger ein Anspruch auf gleiche Behandlungsweise gemäß diesen Entscheidungskriterien. Sein Fall darf nicht anders gehandhabt werden als der bzw. die vorherigen Fälle.
Dabei ist zu bedenken, dass der Gesetzgeber in weitem Umfang politische Spielräume hat (gesetzgeberisches Ermessen):
- Der Gesetzgeber hat zunächst eine Zwecksetzungskompetenz bei der Wahl des zu verfolgenden Ziels,
- und er hat eine Einschätzungsprärogative bei der Auswahl des richtigen Mittels zur Verfolgung des von ihm angestrebten Ziels.

Auch der Satzungsgeber hat ein „Satzungsermessen“, das aber viel enger gefasst ist, weil der formelle Gesetzgeber gemäß Art. 20 Abs. 3 GG an die verfassungsmäßige Ordnung gebunden ist, während der Satzungsgeber das Recht vollzieht. Die Satzung muss sich immer im Rahmen der Satzungsermächtigung halten, die der förmliche Gesetzgeber vorgegeben hat. Weitere Bindungen des förmlichen Gesetzgebers ergeben sich bei der untergesetzlichen Rechtsetzung aus der sogenannten Wesentlichkeitstheorie.
Soweit die jeweiligen Ermessens- und Einschätzungsspielräume reichen, prüft das Gericht die Entscheidungen des Gesetz- oder des Satzungsgebers nicht mehr nach. Insoweit ist also die gerichtliche Kontrolldichte beschränkt.

##### Selbstbindung der Verwaltung
Besteht für die staatliche Verwaltung ein Ermessensspielraum oder ein Beurteilungsspielraum, so erstreckt sich der Gleichheitssatz auf die sogenannte Selbstbindung der Verwaltung. Eine Behörde muss demnach, soweit sich eine Verwaltungspraxis gebildet hat, tatsächlich gleiche Fälle auch rechtlich gleich behandeln. Eine allgemeine Änderung der Verwaltungspraxis generell für die Zukunft bleibt dabei möglich.
Um überhaupt von Gleichbehandlung in der „Verwaltungspraxis“ sprechen zu können, sind entweder mindestens zwei Vergleichsfälle oder eine entsprechende Verwaltungsvorschrift notwendig, welche häufig im Rahmen unbestimmter Rechtsbegriffe erlassen werden.
Eine Verwaltungsvorschrift entfaltet nur dann keine faktische Außenwirkung, wenn die Verwaltungspraxis von ihr abweicht. Ebenso ist keine Außenwirkung eingetreten, wenn die Verwaltungsvorschrift rechtswidrig ist.
Ist auch die von der Behörde geübte Verwaltungspraxis rechtswidrig, so ist aufgrund der aus Art. 20 Abs. 3 GG folgenden Verpflichtung der Behörde zu richtiger Rechtsanwendung eine Gleichbehandlung im Unrecht nicht rechtmäßig und die Behörde nicht gebunden. Der Bürger kann sich niemals erfolgreich darauf berufen, dass in anderen Fällen auch unrechtmäßig gehandelt worden sei.

##### Ungleichbehandlung von Personengruppen – „Neue Formel“
Bei der Ungleichbehandlung von Personengruppen hingegen wendet das Bundesverfassungsgericht seit der Entscheidung zur Präklusion im Zivilprozess die sogenannte „Neue Formel“ an (nach dem Berichterstatter in dem Verfahren auch „Katzenstein-Formel“ genannt). Danach muss für die Ungleichbehandlung ein „Grund von solcher Art und von solchem Gewicht“ vorhanden sein, „dass er die Ungleichbehandlung rechtfertigen kann“.
Dabei wird eine strenge Bindung an das Verhältnismäßigkeitsprinzip angenommen. Der Betroffene hat sich zunächst einmal auf eine Differenzierung, die der Gesetzgeber allgemein vorgibt, einzustellen, er hat sich den herrschenden Verhältnissen, die die Rechtsordnung „generell-abstrakt“ für alle formuliert, anzupassen. Je intensiver aber der Eingriff in seine Grundrechte ist, je weniger ihm das Ausweichen also möglich ist, desto strenger ist hier die Bindung des Staates an das Verhältnismäßigkeitsprinzip. Das Bundesverfassungsgericht spricht insoweit von einer abgestuften gerichtlichen Kontrolldichte. Bei personenbezogenen Differenzierungen ist regelmäßig von einer strengen Bindung des Gesetzgebers und der Verwaltung auszugehen.
Beispiele aus der Rechtsprechung sind das Urteil zum Transsexuellengesetz oder die Entscheidung zum Nachtarbeitsverbot.

#### Insbesondere typisierende Regelungen
Typisierende und pauschalierende Regelungen sind solche Normen, die eine Differenzierung zwischen Normadressaten nur auf ein Merkmal stützen, beispielsweise die Besteuerung nach einem bestimmten, pauschalen Steuersatz. Solche Regelungen sind grundsätzlich zulässig. Härten im Einzelfall sind dabei grundsätzlich hinzunehmen. Die Grenze sieht das Bundesverfassungsgericht erreicht, wenn Härten nicht nur in vereinzelten, sondern typischerweise in bestimmten Fällen eintreten und wenn sie nicht nur von unerheblichem Umfang sind.

#### Die Anwendung von Art. 3 Abs. 1 GG zwischen Privaten
Im Normalfall ist der allgemeine Gleichheitssatz nach allgemeiner Ansicht zwischen Privaten nicht anwendbar. So kann sich beispielsweise ein Mieter gegenüber dem Vermieter nicht auf Art. 3 Abs. 1 GG berufen, wenn er, wie der Nachbar, ein Haustier halten möchte, was ihm der Vermieter verweigert hat.
Allgemein lässt sich sagen, dass die Grundrechte der Art. 1 bis Art. 19 GG Abwehrrechte der Bürger gegenüber der Staatsgewalt darstellen. Aus diesem Grund kann ein Bürger auch nur gegenüber der öffentlichen Hand Ansprüche aus diesen Artikeln erheben.
Insbesondere im Arbeitsrecht hat das Bundesarbeitsgericht – zurückgehend auf seinen ehemaligen Präsidenten Nipperdey – früher jedoch die unmittelbare Drittwirkung von Art. 3 GG zwischen Arbeitgeber und Arbeitnehmer im bestehenden Arbeitsverhältnis wie auch zwischen den Tarifvertragsparteien angenommen.

### Spezielle Gleichheitssätze
Neben dem allgemeinen Gleichheitssatz des Art. 3 Abs. 1 GG gibt es noch eine Reihe spezieller Gleichheitssätze, die vorrangig sind:
- Art. 3 Abs. 2 GG: Gleichberechtigung von Männern und Frauen;
- Art. 3 Abs. 3 GG: Verbot der Diskriminierung wegen des Geschlechts, der Abstammung, der angeblichen Zugehörigkeit zu einer „Rasse“, der Sprache, der Heimat und Herkunft, des Glaubens, der religiösen oder politischen Anschauungen oder einer Behinderung. Ein Verbot der Diskriminierung wegen des Vermögens gemäß Artikel 2.2 IPwskR wurde in Deutschland bis heute nicht umgesetzt;
- Art. 6 Abs. 1 GG (Schutz von Ehe und Familie): Verbot der Schlechterstellung von Eltern oder alleinerziehenden Elternteilen gegenüber Kinderlosen;[18]
- Art. 6 Abs. 5 GG: Recht der unehelichen Kinder auf Gleichstellung mit den ehelichen Kindern;
- Art. 11 GG: Freizügigkeit der Deutschen im Bundesgebiet, begründet teilweise gleichheitliche subjektive Rechte;
- Art. 21 GG: Recht auf Gleichbehandlung politischer Parteien im politischen Wettbewerb und bei der politischen Arbeit;
- Art. 33 Abs. 1 GG: Gleiche staatsbürgerliche Rechte und Pflichten für alle Deutschen;
- Art. 33 Abs. 2 GG: Recht aller Deutschen auf gleichen Zugang zu jedem öffentlichen Amt nach Eignung, Befähigung und fachlicher Leistung;
- Art. 33 Abs. 3 GG: Gleiche bürgerliche und staatsbürgerliche Rechte, unabhängig vom religiösen Bekenntnis;
- Art. 38 Abs. 1 Satz 1 GG: Allgemeinheit und Gleichheit der Wahlen nicht nur des Bundestags, sondern aller Gebietskörperschaften.

In der Diskussion ist ebenfalls die Aufnahme des Merkmales der „sexuellen Identität“ in den Schutzkatalog des Art. 3 Abs. 3 GG.

### Wirkungen des Verstoßes gegen ein Gleichheitsrecht
Wirkung des Verstoßes gegen einen Gleichheitssatz ist grundsätzlich nicht die Nichtigkeit der betreffenden Rechtsnorm. Nur für die untergesetzliche Rechtsetzung besteht eine Verwerfungskompetenz bei den Fachgerichten, während förmliche Gesetze nur durch das Bundesverfassungsgericht aufgehoben werden können.
Das Bundesverfassungsgericht „kassiert“ ein Gesetz, das gegen Artikel 3 GG verstößt, aber nicht, sondern es erklärt das betreffende Gesetz für mit Art. 3 GG unvereinbar und überlässt es nach dem Grundsatz der Gewaltenteilung grundsätzlich dem Gesetzgeber, eine andere, verfassungsmäßige Regelung zu treffen. Dadurch respektiert das Gericht die Zwecksetzungskompetenz und die Einschätzungsprärogative des Gesetzgebers, die dem Gericht nicht zusteht. Das Gericht kann dem Gesetzgeber allerdings zur Neuregelung eine Frist setzen und für die Zwischenzeit eine Übergangsregelung setzen. Problem ist hierbei, wie eingehend die Vorgaben des Gerichts ausfallen dürfen (sog. judicial self-restraint). Die Unvereinbarkeit der Bestimmung wird im Bundesgesetzblatt verkündet.
Nur ganz ausnahmsweise ist das Bundesverfassungsgericht berechtigt, selbst eine Regelung anstelle der gesetzlichen Regelung zu setzen, nämlich wenn nur eine einzige Möglichkeit der Neuregelung in Betracht käme.

## Österreich
Im österreichischen Verfassungsrecht ist der Gleichheitssatz in Art. 7 des Bundes-Verfassungsgesetzes (B-VG) und Art. 2 des Staatsgrundgesetzes 1867 als Staatsbürgerrecht verankert. Er verpflichtet den Staat grob gesprochen „gleiches gleich, ungleiches ungleich“ zu behandeln.
Dies bedeutet für den einfachen Gesetzgeber das Verbot einer sachlich nicht gerechtfertigten Bevorzugung oder Benachteiligung von bestimmten Personen(gruppen). Die Verwaltung und die Gerichte haben die Rechtsnormen sachlich und ohne Willkür zu vollziehen. Verstöße gegen den Gleichheitssatz können von Betroffenen in Verwaltungsangelegenheiten mittels Beschwerde beim Verfassungsgerichtshof (VfGH) geltend gemacht werden. In Angelegenheiten, die von ordentlichen Gerichten erledigt werden, können Betroffene derzeit nicht selbst den VfGH anrufen, außer in jenen Fällen, in denen der Gerichtsweg unzumutbar (z. B. wegen Strafdrohung) ist. Es gibt seit dem 1. Jänner 2015 die Möglichkeit eines Subsidiarantrages (auch Parteiantrag genannt): Es kann jede Person, die als Partei einer von einem ordentlichen Gericht in erster Instanz entschiedenen Rechtssache wegen Anwendung einer verfassungs- bzw. gesetzwidrigen generellen Norm in ihren Rechten verletzt zu sein behauptet, aus Anlass eines gegen diese Entscheidung erhobenen Rechtsmittels einen Antrag auf Prüfung der betreffenden Norm beim VfGH stellen (Art. 139 Abs. 1 Z 4 B-VG und Art. 140 Abs. 1 Z 1 lit. d B-VG). Eine Entscheidung des VfGH in dieser Sache (z. B. Aufhebung der verfassungswidrigen Norm) bindet die Rechtsmittelinstanz dann in ihrer Entscheidung.
Als besondere Ausgestaltung des Gleichheitsgrundsatzes wird im Zivilprozess der Grundsatz der Waffengleichheit angesehen. Er bedeutet, dass beiden Parteien des Prozesses gleichwertige Möglichkeiten in der Rechtsverfolgung zur Verfügung stehen müssen.

## Schweiz
1 Alle Menschen sind vor dem Gesetz gleich.
2 Niemand darf diskriminiert werden, namentlich nicht wegen der Herkunft, der Rasse, des Geschlechts, des Alters, der Sprache, der sozialen Stellung, der Lebensform, der religiösen, weltanschaulichen oder politischen Überzeugung oder wegen einer körperlichen, geistigen oder psychischen Behinderung.
3 Mann und Frau sind gleichberechtigt. Das Gesetz sorgt für ihre rechtliche und tatsächliche Gleichstellung, vor allem in Familie, Ausbildung und Arbeit. Mann und Frau haben Anspruch auf gleichen Lohn für gleichwertige Arbeit. 
In der Schweiz ist die Rechtsgleichheit in Art. 8 der Bundesverfassung als Grundrecht verankert. Allerdings gilt dieses Prinzip nicht uneingeschränkt. Art. 36 der Verfassung sieht auch Einschränkungen von Grundrechten im öffentlichen Interesse vor, sofern sie eine gesetzliche Grundlage besitzen.

## Liechtenstein
Der allgemeine Gleichheitssatz wird von Art. 31 Abs. 1 Satz 1 LV (Verfassung des Fürstentums Liechtenstein vom 5. Oktober 1921) gewährleistet. Er lautet: „Alle Landesangehörigen sind vor dem Gesetze gleich.“

## Vereinigte Staaten
Der allgemeine Gleichheitssatz wird im 14. Zusatzartikel zur Verfassung der Vereinigten Staaten verankert.